# Drapelul Chișinăului

Steagul Chișinăului

Drapelul municipiului Chișinău a fost elaborat de artiștii plastici Gheorghe Vrabie și Eudochia Cojocaru-Vrabie și aprobat de Primăria municipiului în ședința din 11 iunie 1998 (de Comisia Națională de Heraldică, în ședința din 28 septembrie 1998). 
|  | Drapelul reprezintă o pânză dreptunghiulară albă (lm x 2m), având la mijloc un brâu galben (auriu) cu torsadă alcătuită din trei fire, peste care broșează, în centrul pânzei, stema municipiului. Flamura albă a drapelului simbolizează spațiul „cetății”, iar brâul cu torsadă, element împrumutat din ornamentica monumentelor de arhitectură – timpul în care evoluează și se dezvoltă „cetatea”: prezent, trecut și viitor, precum și Trinitatea. |

Dimensiunile drapelului municipiului Chișinău, de regulă, sunt identice cu dimensiunile oficiale ale Drapelului național al Republicii Moldova.
Drapelul municipiului Chișinău este simbolul oficial al autonomiei municipiului. El simbolizează trecutul, prezentul și viitorul comunității orășenești, reflectând principiile dezvoltării ei democratice, bazate pe dorința de pace a locuitorilor urbei, respectul față de tradițiile istorice și culturale, valorile materiale și spirituale autohtone.
Primăria deține drepturile exclusive de confecționare și de comercializare a tuturor variantelor de reproducere a drapelului.
Drapelul municipiului Chișinău se arborează permanent pe clădirile Primăriei mun. Chișinău, Consiliului mun. Chișinău, preturilor de sector și sediilor autorităților publice locale din subordinea mun. Chișinău. Drapelul municipiului se arborează în timpul sărbătorilor oficiale, de hramul orașului, în timpul unor ceremonii sau solemnități organizate de autoritățile locale, simultan cu Drapelul național al Republicii Moldova.
Drapelul municipiului va fi coborât în bernă în semn de doliu sau, în vârful lancei, se va lega o panglică neagră, care va fi îndoită în două, cu capetele atârnate liber în jos. Lungimea panglicii trebuie să fie egală cu lungimea pânzei drapelului.

## Sectoarele municipiului Chișinău

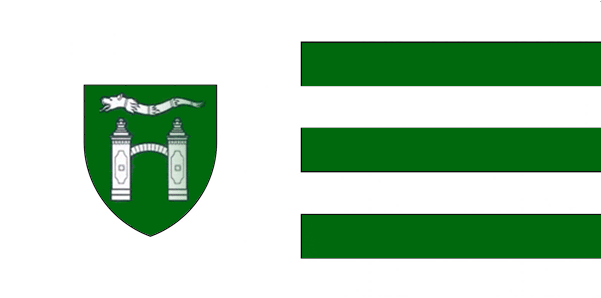
Botanica
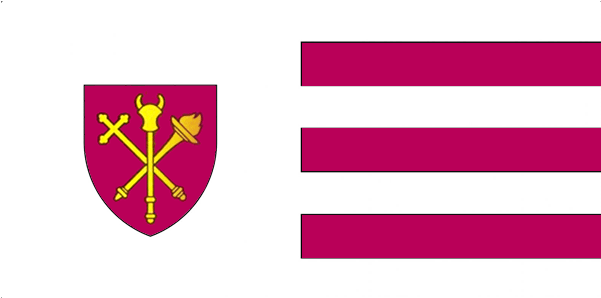
Buiucani
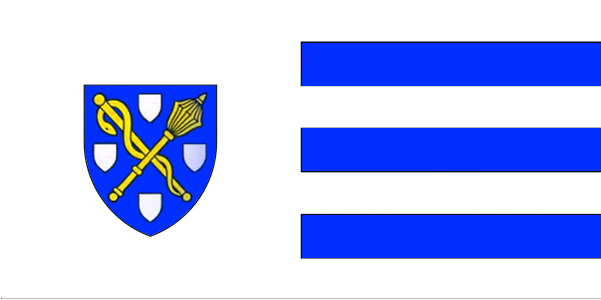
Centru
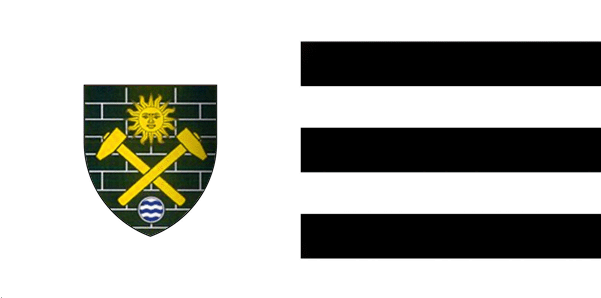
Ciocana
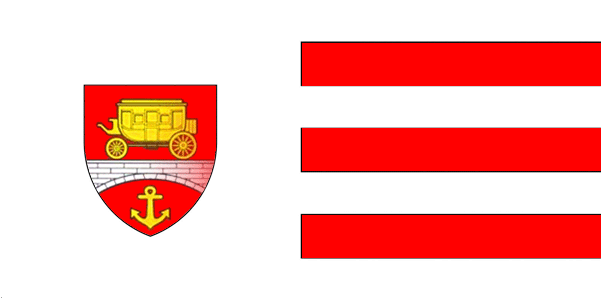
Rîșcani

## Vezi și
- Stema Chișinăului
- Imnul Chișinăului

## Legături externe
- Simbolurie orașului Arhivat în 29 mai 2015, la Wayback Machine. pe pagina oficială a municipiului.
- Stema vechiului Chișinău. Pecetea șoltuzului
- Simbolica municipiului Chișinău[nefuncțională]
 / orasulmeuchisinau.wordpress.com